# Сабины
Саби́ны, или Саби́няне (лат. Sabini — ед. число Sabinus), или южные пицены — народ италийской группы (италики), язык которых находился в ближайшем родстве с оскским и умбрским языками, и в более отдалённом — с латинским языком. 
Сабиняне (Sabīni, Σαβτίνοι), принадлежали к коренному населению Средней Италии, и разделялись на собственно сабинян, сабеллов и самнитов, из которых самыми могущественными были самниты, отличавшиеся любовью к свободе. К концу I столетия до Рождества Христова самнитян, сабинян и сабеллов уже не существовало.

## История
Сабиняне, древний и сильный народ средней Италии к северу от Лациума, принадлежали к умбро-сабелло-осколатинской группе и составляли промежуточное звено между умбрами и осками. 
Жили в античной Италии в предгорьях Апеннин к северо-востоку от Рима – со времён ещё до его основания – на территории современных административных районов Лацио, Умбрия и Абруццо. Этот регион и по наши дни носит название Сабина.
Часть сабинов, обитавших на холмах Рима, сыграли большую роль в образовании римской народности и формировании их религии. Согласно легенде (по преданию, при Ромуле), римляне похитили во время одного из празднеств сабинянок, чтобы взять себе в жёны. Примерно через год армия сабинов подошла к Риму, чтобы освободить пленниц, но те вышли на поле боя с младенцами от новых мужей на руках и добились примирения сторон.
В 290 году до н. э. племя было окончательно покорено римлянами, а в 268 году до н. э. сабины получили римское гражданство.
Впоследствии сабины быстро утратили свой язык и латинизировались.

## Известные сабиняне
- Нума Помпилий, легендарный царь Рима.
- Тит Татий, легендарный царь сабинян.
- Анк Марций, легендарный царь Рима.
- Серторий, римский полководец.
- Акрон — в римской мифологии сабинский царь.